# Список депутатов Парламента Грузии созыва 2004—2008 годов
Полный список депутатов Парламента Грузии созыва 2004—2008 годов. Избраны на  парламентских выборах 2003  (от округов) и 2004 года (от партийных списков)

## Депутаты от одномандатных округов
- Мтацминдский округ — Гиги Церетели, блок «Бурджанадзе — демократы».
- Ваке — Леван Гачечиладзе, блок «Новые правые».
- Сабуртало — Георгий Таргамадзе, блок «Национальное движение».
- Крацаниси — Георгий Гецадзе, независимый депутат.
- Исани — Георгий Каркарашвили, блок «За новую Грузию».
- Самгори — Михаил Мачавариани, блок «Бурджанадзе — демократы».
- Чугурети — Бесо Джугели, блок «Национальное движение».
- Дидубе — Георгий Барамидзе, блок «Бурджанадзе — демократы».
- Надзаладеви — Мераб Самадашвили, блок «За новую Грузию».
- Глдани — Коба Давиташвили, блок «Национальное движение».
- Сагареджо — Тенгиз Окроцваридзе, блок «За новую Грузию».
- Гурджани — Николай Квезерели, блок «За новую Грузию».
- Сигнаки — Нугзар Шошиашвили, независимый депутат.
- Дедоплисцкаро — Лаерт Зубадалашвили блок «За новую Грузию».
- Лагодехи — Лаша Нацвлишвили, блок «За новую Грузию».
- Кварели — Нана Патаркацишвили, независимый депутат.
- Телави — Тамаз Хидашели, блок «Национальное движение».
- Ахмета — Павле Цадзикидзе, блок «За новую Грузию».
- Тианети — Илья Арчемашвили, «Лейбористская партия Грузии».
- Рустави — Георгий Салакая, блок «За новую Грузию».
- Гардабани — Нугзар Периашвили, блок «За новую Грузию».
- Марнеули — Адил Джафаров, блок «За новую Грузию».
- Болниси — София Ларцулашвили, «Национальное движение — демократы».
- Дманиси — Кахабер Окриашвили, независимый депутат.
- Цалка — Айк Мелтонян, блок «Промышленность спасет Грузию».
- Тетрицкаро — Давид Бежуашвили, независимый депутат.
- Мцхета — Бадри Хатидзе, блок «За новую Грузию».
- Душети — Темур Долишвили, «Лейбористская партия Грузии».
- Казбеги — Резо Суджашвили, независимый депутат.
- Каспи — Леван Гзиришвили, независимый депутат.
- Ахалгори — Цезарь Чочели, блок «За новую Грузию».
- Гори — Ираклий Окруашвили, блок «Национальное движение».
- Карели — Акакй Кипиани, блок «Новые правые».
- Хашури — Валерий Гелашвили, блок «Промышленность спасет Грузию».
- Боржоми — Нодар Григалашвили, блок «Национальное движение».
- Ахалцихе — Нугзар Парунашвили, независимый депутат.
- Адигени — Гоча Кимадзе, блок «За новую Грузию».
- Ахалкалаки — Гамлет Мовсесян, блок «Бурджанадзе — демократы».
- Ниноцминда — Энзел Мкоян, независимый депутат.
- Они — Давид Саганелидзе, блок «Новые правые».
- Амбролаури — Николай Лекишвили, независимый депутат.
- Цагери — Автандил Силагадзе, блок «За новую Грузию».
- Лентехи — Гиги Липартелиани, блок «За новую Грузию».
- Местия — Виктор Джапаридзе, независимый депутат.
- Харагаули — Георгий (Гоча) Чахвадзе, независимый депутат.
- Терджола — Бежан (Зураб) Буцрикидзе, независимый депутат.
- Сачхери — Валериан Гелбахиани, независимый депутат.
- Зестафони — Давид Мумладзе блок «Национальное движение».
- Багдади — Георгий Мепаришвили, блок «За новую Грузию».
- Вани — Бежан Хурцидзе, блок «Бурджанадзе — демократы».
- Самтредия — Звиад Дзидзигури, блок «Национальное движение».
- Хони — Акакий Бобохидзе, блок «Национальное движение».
- Чиатура — Тенгиз Моцрадзе, независимый депутат.
- Ткибули — Бондо Шаликиани, независимый депутат.
- Цкалтубо — Лаша Нарчемашвили, независимый депутат.
- Кутаиси — Нино Бурджанадзе, блок «Бурджанадзе — демократы».
- Озургети — Иван Чхаришвили, независимый депутат.
- Ланчхути — Бидзина Гуджабидзе, блок «Национальное движение».
- Чохатаури — Василий Чигогидзе, блок «За новую Грузию».
- Абаша — Паата Курдованидзе, блок «Промышленность спасет Грузию».
- Сенаки — Кахабер Русия, блок «Промышленность спасет Грузию».
- Мартивили — Фридон Рухая, независимый депутат.
- Хоби — Годердзи Букия, блок «За новую Грузию».
- Зугдиди — Гоча Пипия, независимый депутат.
- Цаленджиха — Георгий Цанава, блок «Новые правые».
- Чхороцку — Валериан Озирия, независимый депутат.
- Поти — Роман Мелия, блок «Бурджанадзе — демократы».
- Батуми — Джемал Гогитидзе, «Союз демократического Возрождения».
- Кеди — Аслан Мгеладзе, «Союз демократического Возрождения».
- Кобулети — Ростом Джапаридзе, «Союз демократического Возрождения».
- Шуахеви — Юрий Давитадзе, «Союз демократического Возрождения».
- Хелвачаури — Вахтанг Абашидзе, «Союз демократического Возрождения».
- Хуло — Отар Горджомеладзе, «Союз демократического Возрождения».
- Лиахви — Гурам Вахтангашвили, блок «За новую Грузию».

## Национальное движение - Демократы
По партийному списку партии «Национальное движение — Демократы» в парламент баллотировались представители партий: «Объединение национальных сил – консерваторы» (лидер — Звиад Дзидзигури) и «Республиканская партия Грузии» (лидер — Давид Бердзенишвили).
1. Майя Надирадзе
2. Эльдар Шенгелая
3. Георгий Арвеладзе
4. Константин Габашвили
5. Елена Тевдорадзе
6. Роман Гоциридзе
7. Владимир Папава
8. Давид Бердзенишвили
9. Василий Маглаперидзе
10. Георгий Гегелашвили
11. Владимир Чипашвили
12. Эдвард Сурманидзе
13. Леван Бежашвили
14. Коба Хабази
15. Давид Ткешелашвили
16. Константин Беридзе
17. Хатуна Гогоришвили
18. Иван Хухунаишвили
19. Роман Кусиани
20. Зураб Давиташвили
21. Марика Верулишвили
22. Гия Нацвлишвили
23. Георгий Хевиашвили
24. Варлаам Киладзе
25. Давид Бакрадзе
26. Гурам Какалашвили
27. Георгий Бокерия
28. Леван Бердзенишвили
29. Малхаз Бегиашвили
30. Ивлиан Хаиндрава
31. Шота Малашхия
32. Давид Киркитадзе
33. Бежан Каландадзе
34. Григол Кобалия
35. Мелик Раисян
36. Алахверд Умбатов
37. Рати Самкурашвили
38. Иосиф Карданахишвили
39. Владимир Гуцаев
40. Звиад Долидзе
41. Закария Шеразадишвили
42. Гугули Маградзе
43. Зураб Джгубурия
44. Зураб Цкитишвили
45. Марина Молодини
46. Рамин Гогохия
47. Гига Букия
48. Лали Папиашвили
49. Георгий Безарашвили
50. Вахтанг Балавидзе
51. Бежан Гунава
52. Леван Мхеидзе
53. Каха Кукава
54. Лаша Миндели
55. Георгий Хачидзе
56. Давид Намгалаури
57. Георгий Кечадзе
58. Тамаз Джорбенадзе
59. Давид Зурабишвили
60. Николай Руруа
61. Шота Гвенетадзе
62. Леван Метревели
63. Яго Кублишвили
64. Каха Гецадзе
65. Леван Менабде
66. Кетеван Махарашвили
67. Мамука Санеблидзе
68. Кямал Мурадханов
69. Джаба Маглакелидзе
70. Николай Саакашвили
71. Нино Каландадзе
72. Бадри Нанеташвили
73. Роланд Кемулария
74. Давид Тодрадзе
75. Кахабер Сухишвили
76. Георгий Тортладзе
77. Меги Гоциридзе
78. Лаша Дараселия
79. Ираклий Кенчошвили
80. Петрэ Метревели
81. Владимир Гегелашвили
82. Михаил Ментешашвили
83. Нино Накашидзе
84. Тео Тлашадзе
85. Александр Табагари
86. Михаил (Заза) Малания
87. Отар Тоидзе
88. Гоча Тевдорадзе
89. Николай Чубинишвили
90. Роман Кобахидзе
91. Гоча Куправа
92. Тамаз Диасамидзе
93. Роин Джанашия
94. Манана Джебашвили
95. Каха Шенгелия
96. Александр Шаламберидзе
97. Давид Базгадзе
98. Коба Бекаури
99. Ираклий Ковзанадзе
100. Ника Гварамия
101. Григол Матарадзе
102. Теймураз Нергадзе
103. Мурман Куридзе
104. Гоча Курдадзе
105. Мераб Хурцидзе
106. Паата Лежава
107. Тамаз Гвелукашвили
108. Коба Двалишвили
109. Нодар Сабанидзе
110. Ван Байбурт
111. Ираклий Кавтарадзе
112. Зураб Шхвацабая
113. Коба Пхакадзе
114. Саломе Самадашвили
115. Нази Арония
116. Эльдар Квернадзе
117. Мамука Гачечиладзе
118. Константин Мгалоблишвили
119. Нугзар Абулашвили
120. Арнольд Жвания
121. Григол Джоджуа
122. Георгий Цулая
123. Ираклий Гварамадзе
124. Теймураз Жоржолиани
125. Тамаз Кавтарадзе
126. Леван Дучидзе
127. Тенгиз Гонгадзе
128. Валерий Гиоргобиани
129. Николай Нацвлишвили
130. Ирина Курдадзе
131. Александр Цинцадзе
132. Игорь Патаридзе
133. Мераб Боцвадзе
134. Нугзар Мгеладзе
135. Реваз Микадзе

## «Промышленники – Новые»
В блок входят партии «Промышленность спасет Грузию» (лидер — Гоги Топадзе) и «Новые правые» (лидер — Давид Гамкрелидзе). От этого блока по пропорциональной системе в парламент прошли 15 депутатов:
1. Гоги Топадзе
2. Давид Гамкрелидзе
3. Зураб Ткемаладзе
4. Пикрия Чихрадзе
5. Каха Гиуашвили
6. Ираклий Иашвили
7. Зураб Костава
8. Мамука Кацитадзе
9. Мзия Тотладзе
10. Константин (Кока) Гунцадзе
11. Вахтанг Карселадзе
12. Давид Уджмаджуридзе
13. Тенгиз Гогичашвили
14. Манана Начкебия
15. Георгий Цагареишвили